# Zero (canción de Chris Brown)
«Zero» es una canción del cantante estadounidense de R&B Chris Brown. Es el segundo sencillo de su álbum Royalty. Fue lanzado el 18 de septiembre de 2015 por RCA Records. 

## Composición y letras
"Zero" es una canción disco-funk. La canción fue comparada por algunos críticos a canciones del dúo francés de música electrónica Daft Punk. Los elementos de funk se pueden escuchar en la línea de bajo y en el ritmo de la guitarra eléctrica en el coro. Un factor que es una reminiscencia de las canciones de los Daft Punk es la presencia de una voz robótica en algunas partes de la canción. Líricamente, en la canción de Brown canta acerca de cómo él no se preocupa por su ruptura con su exnovia, mientras canta, "Pregunta[me] ¿cuántas noches he estado pensando en ti? Cero". Algunos críticos especularon que las letras se dedicaron a la exnovia de Brown, Karrueche Tran.

## Posicionamiento en listas
| Listas (2015-2016)                     | Mejor posición |
| -------------------------------------- | -------------- |
| Bélgica (Flandes) (Ultratop 50)        | 25             |
| Bélgica (Valonia) (Ultratop 50)        | 33             |
| Estados Unidos (Billboard Hot 100)     | 80             |
| Estados Unidos (Hot R&B/Hip-Hop Songs) | 51             |
| Estados Unidos (Rhythmic)              | 8              |
| Francia (SNEP)                         | 181            |
| Países Bajos (Single Tip)              | 22             |
| Reino Unido (UK Singles Chart)         | 68             |